# Utricularia hintonii
Utricularia hintonii — вид рослин із родини пухирникових (Lentibulariaceae).

## Середовище проживання
Зростає на півдні Мексики — Мехіко, штат Мехіко, Герреро.